# 拉乌尔·皮克泰
拉乌尔-皮埃尔·皮克泰（法語：Raoul-Pierre Pictet，1846年4月4日—1929年7月27日），瑞士物理学家，他是首先合成液氮的人。皮克泰生于日内瓦，任日内瓦大学教授。他主要的工作是研究冷凝气体。